# Muayad Khalid
Muayad Khalid (Baghdad, 1º settembre 1985) è un calciatore iracheno, terzino dell'Al-Quwa Al-Jawiya e della Nazionale irachena.